# 内田仁菜
内田 仁菜（うちだ にーな、1986年7月19日 - ）は、日本の元ファッションモデル。
長野県出身。趣味はショッピング、映画鑑賞。特技はスキー、イラスト。父親が日本人で母親がイギリス人。かつてはホリ・エージェンシーに所属していたが、現在は芸能界を引退している。

## 略歴
- 小学5年生のときよりモデル活動を始める。
- 1999年 - 長野市立後町小学校卒業。
- 2002年 - 長野市立西部中学校卒業。

## 主な出演

### 映画
- シルバー假面 ザビーネ役
- SURVIVE STYLE5+

### PV
- 布袋寅泰「バンビーナ」

### CM
- ロッテ「紗々」
- 松下電器産業（現 パナソニック）「Amewle」
- 資生堂「ヌーブ」
- 資生堂「マシェリ」

### ショー
- UNDER COVER
- MILK
- candy stripper
- EATH MUSIC&ECOLOGY
- CUTiE&spring&smart collection

### 雑誌
- CUTiE
- Zipper
- Spring
- Sweet
- mini
- Vita
- SEDA
- 装苑
- KERA
- non-no
- 流行通信
- 花椿
- JILLE